# 8946 Yoshimitsu
A 8946 Yoshimitsu (ideiglenes jelöléssel 1997 CO) a Naprendszer kisbolygóövében található aszteroida. Kobajasi Takao fedezte fel 1997. február 1-jén.